# Gino, Gordon & Fred - Amici miei
Gino, Gordon & Fred - Amici miei (titolo originale: Gordon, Gino & Fred's Road Trip) è un docu-reality televisivo trasmesso sulla rete televisiva britannica ITV dall'11 ottobre 2018. In Italia viene trasmesso in chiaro su Nove. 

## Format
Il trio composto da Gino D'Acampo, Gordon Ramsay e Fred Sirieix si inoltra in un road trip culinario in giro per il mondo.

## Struttura

### Prima stagione
Nella prima stagione, composta da 3 episodi, visitano i loro tre paesi di origine: Italia (paese di origine di Gino), Francia (paese di origine di Fred) e Scozia (paese di origine di Gordon). 

#### Prima puntata (Italia)
- Sorrento
- Napoli
- Alvignano[3]
- Olbia
- Costa Smeralda

#### Seconda puntata (Francia)
- Marseillan
- Ambias
- Arcachon

#### Terza puntata (Scozia)
- Oban
- Edimburgo
- Ceres
- Elie
- Brechin

#### Puntata natalizia
Nella puntata girata nel giorno di Natale, vanno in Marocco visitando Marrakech trasmessa in Italia sul Nove il 25 dicembre 2020.

### Seconda stagione
Nella seconda stagione visitano il Messico nel primo episodio, e gli Stati Uniti d'America nei restanti 3, toccando il Nevada, la California e il Texas.

#### Posti visitati
- Las Vegas (Nevada)
- Los Angeles (California)
- Camp Cove
- Contea di Napa (California)[6]

## Edizioni
| Edizione | Trasmissione Regno Unito | Trasmissione Regno Unito | Trasmissione Italia | Puntate | Telespettatori | Share |
| 1ª       | 11 ottobre 2018          | 25 ottobre 2018          | 24 agosto 2020      | 3       | 302.000        | 2%    |
| 2ª       | 23 dicembre 2019         | 22 aprile 2020           |                     | 4       |                |       |
| 3ª       | 28 settembre 2021        | 4 ottobre 2021           |                     | 2       |                |       |

### Speciali
| Edizione                 | Trasmissione Regno Unito' | Trasmissione Italiaì | Telespettatori | Share |
| Christmas Special (2017) | 21 dicembre 2017          |                      |                |       |
| Christmas Special (2019) | 23 dicembre 2019          |                      |                |       |
| Christmas Special (2020) | 16 dicembre 2020          |                      |                |       |